# Station Sakata
Station Sakata  (坂田駅,  Sakata-eki) is een spoorwegstation in de Japanse stad Maibara. Het wordt aangedaan door de Biwako-lijn en de Hokuriku-lijn. Het station heeft twee sporen, gelegen aan twee zijperrons.

## Treindienst

### JR West
| 1 | ■ JR Biwako-lijn | richting Maibara, Kusatsu en Kioto                  |
| 2 | ■ Hokuriku-lijn  | intercity richting Nagahama, Ōmi-Shiotsu en Tsuruga |

## Geschiedenis
Het eerste station werd in 1931 geopend onder de naam  Hōshōji. Tussen 1940 en 1954 was het station gesloten. Bij de heropening in 1954 kreeg het station de huidige naam. In 1991 werd het station 200 meter richting het station van Maibara verplaatst.

## Overig openbaar vervoer
Bussen van Kokuku richting het station van Maibara.